# Put It Down
Put It Down è un singolo della cantante statunitense Brandy, pubblicato nel 2012.

## Il brano
Il brano vede la partecipazione di Chris Brown ed è stato estratto dal sesto album in studio di Brandy, ovvero Two Eleven.
La canzone è stata scritta da Shondrae Crawford, Sean Garrett, Chris Brown e Dwayne Abernathy.

## Video
Il videoclip della canzone è stato diretto da Hype Williams e girato a Los Angeles.

## Tracce
- Download digitale

1. Put It Down (featuring Chris Brown) – 4:08

- Remix

1. Put It Down (featuring 2 Chainz & Tyga) – 4:08